# Cestovní adaptér
Cestovní adaptér je redukce nebo transformátor, fungující jako forma nástavce, který podle zakončení zastrčíte do různých typů zásuvek. Na jedné jeho straně je zástrčka, do které zapojíte koncovku elektrospotřebiče se známou českou koncovou. Cestovní adaptéry jsou vyrobeny pro zahraniční zásuvky s napětím 230 V. Redukci lze zakoupit pro jednotlivé státy (Velká Británie, Jihoafrická republika, USA) nebo si zvolit univerzální cestovní adaptér, který je využitelný pro více zemí.

## Zásuvky v Evropě
Celý problém vzniká s různorodostí zásuvek, kterých ve světě nalezneme na patnáct odlišných druhů. Jsou označovány písmeny A – O spolu se dvěma různými typy napětí a frekvence Obava, že si nenabijete mobilní přístroj nebo notebook, se vám nevyhne ani v případě cestování po Evropě. Přesto si kromě návštěvy Velké Británie, Kypru a Irska vystačíte s euro zástrčkou. Pravé u třech výše zmíněných budete potřebovat cestovní adaptér typu G, který není kompatibilní s euro zástrčkou.

## Typy univerzálních adaptérů
- Univerzální cestovní adaptér (bez zemnícího kolíku)

Tento typ redukce můžete použít pouze pro spotřebiče, které nepotřebují zemnící vodič a kolík. To znamená spotřebiče s dvojitou izolací např. holicí strojky, malé transformátory nebo napájecí adaptéry. Tento nejoblíbenější adaptér má středový kroužek, pomocí kterého si nastavíte zemi použití.
- Univerzální cestovní adaptér (se zemnícím kolíkem)

Podobně jako předchozí typ, slouží tato redukce pro připojení elektrospotřebičů s Euro zástrčkami. A použití platí ve stejných zemích, stejně jako se zemnícím kolíkem. 
- Vysouvací univerzální cestovní adaptér

Tato redukce je vhodná při cestování do Velké Británie, Švýcarska, Itálie, Austrálie nebo USA. Jedná se o nejkompaktnější a jeden z nejkvalitnějších cestovních adaptérů na trhu.